# Reiner Dierksen
Reiner Dierksen (24 de Março de 1908 - 15 de Maio de 1943) foi um comandante de U-Boot que serviu na Kriegsmarine durante a Segunda Guerra Mundial.